# Augustin Ehrensvärd

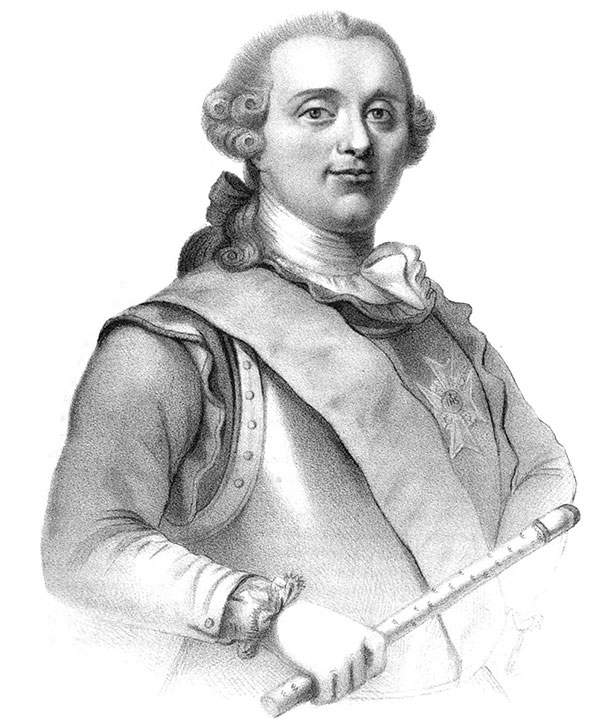
Augustin Ehrensvärd 1710–1772.

Augustin Ehrensvärd (* 25. September 1710 auf Schloss Fullerö, Gemeinde Västerås, Schweden; † 4. Oktober 1772, auf Gut Saaris, Mynämäki, Finnland) war ein schwedischer Graf, Feldmarschall und Künstler. Er ist hauptsächlich bekannt als Erbauer der Festung Suomenlinna (schwed. Sveaborg), die heute zum Weltkulturerbe zählt. Ehrensvärds Vater hieß ursprünglich Jakob Johan Schäffer und erhielt den neuen Namen zusammen mit dem Adelstitel 1717. Seine Mutter Anna Margaretha stammte aus dem Geschlecht Mannerheim.

## Leben

### Die frühen Jahre
Ehrensvärd zeigte anfänglich großes Interesse für Naturwissenschaften, hauptsächlich Mathematik, und strebte bei seinen Studien einen akademischen Lehrstuhl in Uppsala an. Seine Familie meinte dagegen, dass diese Entwicklung nicht zu seiner adligen Herkunft passt und überredete ihn zu einer anderen Berufswahl. Mit 16 Jahren begann er deshalb als Volontär bei der Artillerie, wo er mit der Zeit zum Offizier aufstieg.
Seine außergewöhnlichen Kenntnisse wecken das öffentliche Interesse und so konnte er 1736 mit finanzieller Unterstützung eine Studienreise ins Ausland unternehmen. Er durchquerte dabei Dänemark, Deutschland, Frankreich und England. Während der Reise besuchte er nicht nur Manöver und Militärschulen, sondern auch andere Gelehrte und Künstler. Unter anderem erlernte er in Paris die Kunst des Gravierens. Als Ehrensvärd 1739 nach Stockholm zurückkehrte heiratete er Catharina Elisabeth Adlerheim. Im gleichen Jahr wurde er Mitglied der schwedischen Wissenschaftsakademie. Seine militärische Laufbahn setzte er als Lehrer an der Artillerieschule fort.
1741 begann der von der Partei der Hüte initiierte Krieg gegen Russland, in dem noch einmal deutlich wurde, dass Schweden seine Großmachtstellung verloren hatte. Nach dem Frieden von Åbo begab sich Ehrensvärd ins Ausland, um als Beobachter dem preußischen Feldzug in Böhmen im Laufe des Österreichischen Erbfolgekrieges beizuwohnen. 1746 kehrte er in seine Heimat zurück, wo er erst zum Major der Artillerie und ein Jahr später zum Oberstleutnant befördert wurde.

### Sveaborg (Suomenlinna)

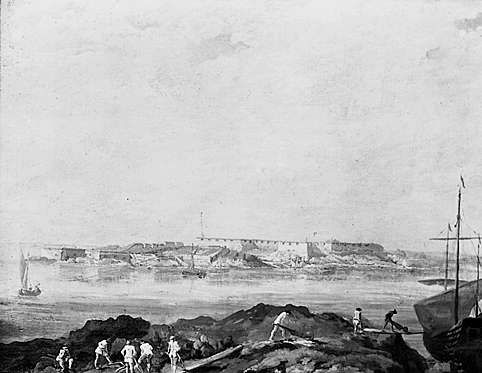
Aussicht über Sveaborg (Suomenlinna), Gemälde von Augustin Ehrensvärd

Schon direkt nach dem Frieden von Åbo wurde in Schweden begonnen neue Verteidigungsanlagen gegen die Nachbarn im Osten zu planen. Die alten Grenzbefestigungen zu Russland waren verloren gegangen. Die alte starke Doppelreihe schon im Großen Nordischen Krieg (1700–1721) und die später errichtete einfachere Befestigungslinie im Kriegsjahr 1742. Es entstand auch der Konsens, dass die linienförmigen Anlagen ungeeignet für Verteidigungszwecke sind und es besser ist, alle Kräfte an einem Punkt zu sammeln. Von diesem Punkt aus sollte die Verbindung zum schwedischen Mutterland gehalten werden und eine Verteidigung der umliegenden Ortschaften erfolgen.
Die Wahl fiel auf die Inselwelt vor Helsinki, deren günstige natürliche Beschaffenheit schon früher angemerkt wurde. Ehrensvärd, der bekannt war für seine Einsicht in die Festungsbaukunst und seinen intensiven Arbeitstakt, erhielt den Auftrag die Anlage zu planen. Seine umfassenden Zeichnungen wurden von der Regierung und den im Reichstag vertretenen Ständen beglaubigt, so dass 1749 mit dem Bau der Festung begonnen werden konnte. Nach und nach wuchs unter Ehrensvärds Leitung das sogenannte „Gibraltar des Nordens“ aus den Felsklippen. Ehrensvärd wurde im gleichen Jahr zum Oberst befördert und stieg 1756 zum Generalmajor auf. Als 1766 die Partei der Mützen an der Macht war, verlor Ehrensvärd seinen Bauleiterposten zeitweilig, doch schon 1770 änderten sich die politischen Verhältnisse, so dass er seine Stellung zurückerhielt, und erst 1791, neunzehn Jahre nach Ehrensvärds Tod war die Festung fertiggestellt.

### Politische Aktivitäten und Pommerscher Feldzug
Ehrensvärd hatte starke politische Ambitionen und schloss sich der Partei der Hüte an. Er war Mitglied eines staatlichen Ausschusses und dessen Delegierter zu allen Reichstagen in der Zeit zwischen 1746 und 1760.
1756 wurde er Leiter einer speziellen Flotte (Skärgårdsflottan), die von der eigentlichen Marine abgetrennt wurde. Kurz darauf begann seine Partei einen Feldzug in Pommern, der als Teil des Siebenjährigen Krieges gerechnet wird. Die Armee hatte große Schwierigkeiten bei diesen Kämpfen, da sie auf Grund der politischen Zersplitterung Schwedens Disziplin und Motivation vermissen ließ. Die Befehlsgewalt wurde oft gewechselt und landete zum Schluss bei Ehrensvärd, doch auch er konnte die vorhandenen Verhältnisse nicht verändern.
Zum Beginn der Kriegshandlungen hatte er noch Usedom eingenommen und die Peenemünder Schanze belagert, was ihm 1759 den Rang eines Generalleutnants einbrachte. Die Befehlsgewalt erhielt er zwei Jahre später. Bei Pasewalk wurde er schwer an der Brust verletzt. Darauf erhielt er ein Jahr Freistellung, doch nachdem er wieder gesund war beteiligte er sich an Kämpfen bei Loitz, Tribsees und Neukalen sowie an der Verteidigung von Malchin. Nach Kriegsende erhielt er 1764 die Beförderung zum General der Kavallerie und die Freiherrenstellung. Er wurde 1769 Ritter im Königlichen Seraphinenorden und erhielt zwei Jahre später die Erhöhung zum Graf, worauf 1772 die Ernennung zum Feldmarschall erfolgte.

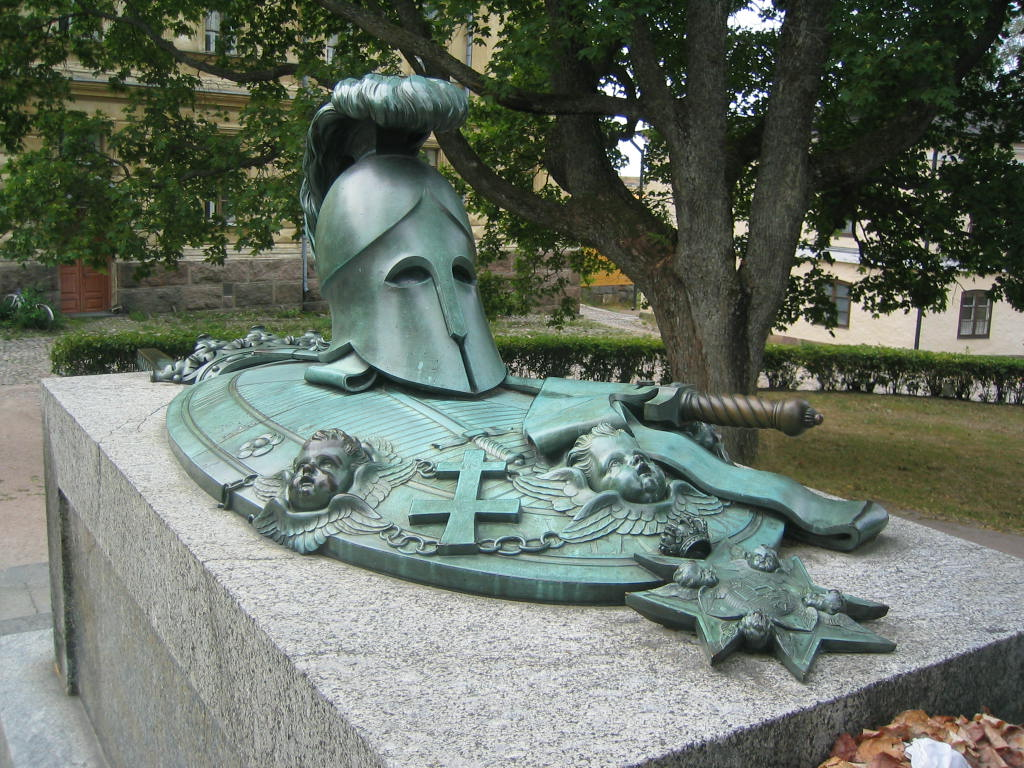
Augustin Ehrensvärds Grab auf Suomenlinna.

Gezeichnet von seinen Wunden aus dem pommerschen Feldzug starb Ehrensvärd am 4. Oktober 1772 um 4:30 Uhr auf Gut Saaris in Südwestfinnland. Er wurde erst in der Stadtkirche von Helsinki beigesetzt, wonach seine Asche später auf Wunsch des Königs nach Sveaborg überführt wurde. Johan Tobias Sergels Grabmonument ehrt ihn mit dem Text: „ett snille, som kunnat, ett hjärta, som velat gagna fäderneslandet“ („Ein Geist, der konnte – ein Herz, das wählte seinem Vaterland zu dienen.“)
Ehrensvärds Sohn, Carl August Ehrensvärd, setzte als Architekt und Kunsttheoretiker die künstlerische Tradition des Vaters fort.